# Peace at Any Price (film 1916)
Peace at Any Price (o Too Clever by Half) è un cortometraggio muto del 1916 diretto e interpretato da Sidney Drew.

## Produzione
Il film fu prodotto dalla Vitagraph Company of America.

## Distribuzione
Distribuito dalla General Film Company, il film - un cortometraggio in una bobina - uscì nelle sale cinematografiche statunitensi il 28 gennaio 1916.